# Verdiana Masanja
Verdiana Masanja (Bukoba, Tanzania,  12 de octubre de 1954) es una matemática, física y profesora universitaria tanzana especializada en mecánica de fluidos. Es la primera mujer tanzana que se doctora en matemáticas.

## Vida y obra
Masanja asistió a la escuela primaria de Nyakabungo en Mwanza, luego a la escuela secundaria de Chopre y al instituto de Jangwani en Dar es-Salam. En 1976, obtuvo el título de grado en Matemáticas y Física, y luego estudió en la universidad de Dar es-Salam mientras se desempeñaba la actividad docente en la misma. En 1981 se licenció en Ciencias Matemáticas y cursó un segundo máster en Física en la universidad Técnica de Berlín. En 1986 obtuvo el título de doctora en ingeniería bajo la dirección de Wolfgang Muschik con la tesis doctoral: A Numerical Study of a Reiner-Rivlin Fluid in an Axi-Symmetrical Circular Pipe (Estudio numérico de un fluido Reiner-Rivlin en una tubería circular axi-simétrica).
A su regreso de Alemania, se convirtió en profesora de la Universidad de Dar es Salaam y permaneció en el cuerpo docente de la misma hasta 2010. En 2007, se convirtió en profesora de la universidad nacional de Ruanda y fue nombrada directora de investigación de la misma, así como vicerrectora y consejera principal de la universidad de Kibungo en Ruanda. En 2018, regresó a Tanzania como profesora de matemáticas aplicadas y computacionales en el Instituto Africano de Ciencia y Tecnología Nelson Mandela de Arusha.
De 2003 a 2015, fue profesora invitada en la Universidad Tecnológica de Lappeenranta, Finlandia, y de 2017 a 2019 en la Universidad de Busitema en Tororo, Uganda.

## Reconocimientos
En 2011, recibió el premio Golden Outstanding de la Universidad de Dar es-Salam por sus contribuciones a la enseñanza y el aprendizaje de las matemáticas en Tanzania. Ha sido secretaria de la Comisión para las Mujeres en las Matemáticas en África, vicepresidenta por África Oriental en el Comité Ejecutivo de la Unión Matemática Africana, presidenta de la Red de Educación de Tanzania y coordinadora nacional para la educación de las mujeres en las matemáticas en África.

## Vida privada
Es madre de 4 hijos.